# Marius Niculae
Marius Constantin Niculae (ur. 16 maja 1981 w Bukareszcie) – piłkarz rumuński grający na pozycji napastnika.

## Kariera klubowa
Niculae pochodzi z Bukaresztu, a jego pierwszym klubem w piłkarskiej karierze było tamtejsze FC Dinamo Bukareszt. W pierwszej lidze zadebiutował szybko, bo po skończeniu 15. urodzin, a debiut miał miejsce 22 listopada 1996 roku (Dinamo – Farul Konstanca 5:2). W pierwszym sezonie gry w Dinamie zajął 3. miejsce w lidze, dzięki czemu w 1997 roku mógł wystąpić w rozgrywkach Pucharu UEFA. W sezonie 1997/1998 strzelił 4 bramki w lidze i tym samym stał się jednym z najmłodszych strzelców w historii w Rumunii. W sezonie 1998/1999 był już podstawowym zawodnikiem Dinama, z którym wywalczył wicemistrzostwo kraju. Natomiast w 2000 roku Niculae został zarówno mistrzem Rumunii (27 meczów, 12 bramek), jak i zdobywcą Pucharu Rumunii. W sezonie 2000/2001 z Dinamem nie zdołał obronić mistrzostwa i zajął 2. miejsce, ale na pocieszenie pozostało mu zdobycie korony króla strzelców ligi (20 goli) oraz drugiego z rzędu krajowego pucharu.
Latem 2001 Niculae przeszedł za 5 milionów euro do portugalskiego Sportingu. W Sportingu nie grał już tak udanie jak w ojczyźnie. W pierwszym sezonie musiał uznać wyższość innych napastników, Mário Jardela oraz João Pinto i zagrał tylko w 16 spotkaniach, w których zdobył 7 goli. Ze Sportingiem wywalczył mistrzostwo kraju oraz Puchar Portugalii. W sezonie 2002/2003 także był rezerwowym i zdobył 3 gole oraz wystąpił w rozgrywkach Ligi Mistrzów. W kolejnych dwóch latach przegrywał rywalizację z innymi napastnikami Sportingu, Liédsonem czy Ricardo Sá Pinto. Ze Sportingiem, oprócz mistrzostwa, trzykrotnie zajmował 3. miejsce w lidze oraz w 2005 roku dotarł do finału Pucharu UEFA, w którym wystąpił przez 17 minut, a Sporting uległ 1:3 CSKA Moskwa.
Na sezon 2005/2006 Niculae przeszedł do belgijskiego Standardu Liège, z którym wywalczył wicemistrzostwo Belgii oraz zdobył 4 gole w Eerste Klasse. W sezonie 2006/2007 znów zmienił klub i został zawodnikiem FSV Mainz 05, jednak zagrał w nim tylko w 6 ligowych meczach w rundzie wiosennej i po spadku tego klubu do drugiej ligi został wolnym zawodnikiem. 17 lipca 2007 podpisał kontrakt ze szkockim Inverness Caledonian Thistle. Rok później powrócił do Rumunii, ponownie zostając piłkarzem FC Dinamo Bukareszt. W 2011 roku został wypożyczony do AO Kavala. W 2012 roku przeszedł do FC Vaslui. 19 lutego 2013 został piłkarzem chińskiego Shandong Luneng Taishan. 6 września 2013 jako wolny agent zasilił skład ukraińskiej Howerły Użhorod. Po zakończeniu sezonu 2013/14 przeszedł do tureckiego Şanlıurfaspor.
| Sezon   | Klub                         | Kraj       | Rozgrywki               | Mecze | Bramki |
| ------- | ---------------------------- | ---------- | ----------------------- | ----- | ------ |
| 1996/97 | FC Dinamo Bukareszt          | Rumunia    | Divizia A               | 6     | 0      |
| 1997/98 | FC Dinamo Bukareszt          | Rumunia    | Divizia A               | 12    | 4      |
| 1998/99 | FC Dinamo Bukareszt          | Rumunia    | Divizia A               | 28    | 7      |
| 1999/00 | FC Dinamo Bukareszt          | Rumunia    | Divizia A               | 27    | 12     |
| 2000/01 | FC Dinamo Bukareszt          | Rumunia    | Divizia A               | 27    | 20     |
| 2001/02 | Sporting CP                  | Portugalia | Superliga               | 16    | 7      |
| 2002/03 | Sporting CP                  | Portugalia | Superliga               | 17    | 3      |
| 2003/04 | Sporting CP                  | Portugalia | Superliga               | 14    | 3      |
| 2004/05 | Sporting CP                  | Portugalia | Superliga               | 12    | 1      |
| 2005/06 | Standard Liège               | Belgia     | Eerste Klasse           | 26    | 4      |
| 2006/07 | FSV Mainz 05                 | Niemcy     | Bundesliga              | 6     | 0      |
| 2007/08 | Inverness Caledonian Thistle | Szkocja    | Scottish Premier League | 35    | 8      |
| 2008/09 | FC Dinamo Bukareszt          | Rumunia    | Divizia A               | 24    | 12     |
| 2009/10 | FC Dinamo Bukareszt          | Rumunia    | Liga I                  | 20    | 4      |
| 2010/11 | FC Dinamo Bukareszt          | Rumunia    | Liga I                  | 16    | 3      |
| 2010/11 | AO Kavala                    | Grecja     | Super League Ellada     | 12    | 4      |
| 2011/12 | FC Dinamo Bukareszt          | Rumunia    | Liga I                  | 29    | 19     |
| 2012/13 | FC Vaslui                    | Rumunia    | Liga I                  | 19    | 11     |
| 2012/13 | Shandong Luneng Taishan      | Chiny      | Chinese Super League    | 8     | 2      |
| 2013/14 | Howerła Użhorod              | Ukraina    | Premier-liha            |       |        |

## Kariera reprezentacyjna
Niculae reprezentacyjną karierę rozpoczął od występów w młodzieżowych reprezentacjach Rumunii U-18, U-19 i U-21. W pierwszej reprezentacji zadebiutował 2 lutego 2000 w wygranym 2:0 meczu z Łotwą i już w debiucie zdobył gola. W swojej karierze ma za sobą występy w eliminacjach do MŚ 2002, Euro 2004, MŚ 2006 i Euro 2008.